# Редька городня
Ре́дька городня, редька посівна (Raphanus sativus L.), одно-, дво- і багаторічна травяниста коренеплідна городня рослина з родини хрестоцвітих (Brassicaceae).
Редька посівна — звичайна городня культура, яка широко культивується в Україні. Рослина дворічна. Корені товсті, темні або білі.

## Поширення
У дикому вигляді поширена в Європі й помірному поясі Азії. Редиска (Raphanus sativus) в дикому вигляді не зустрічається.

## Біологічна характеристика

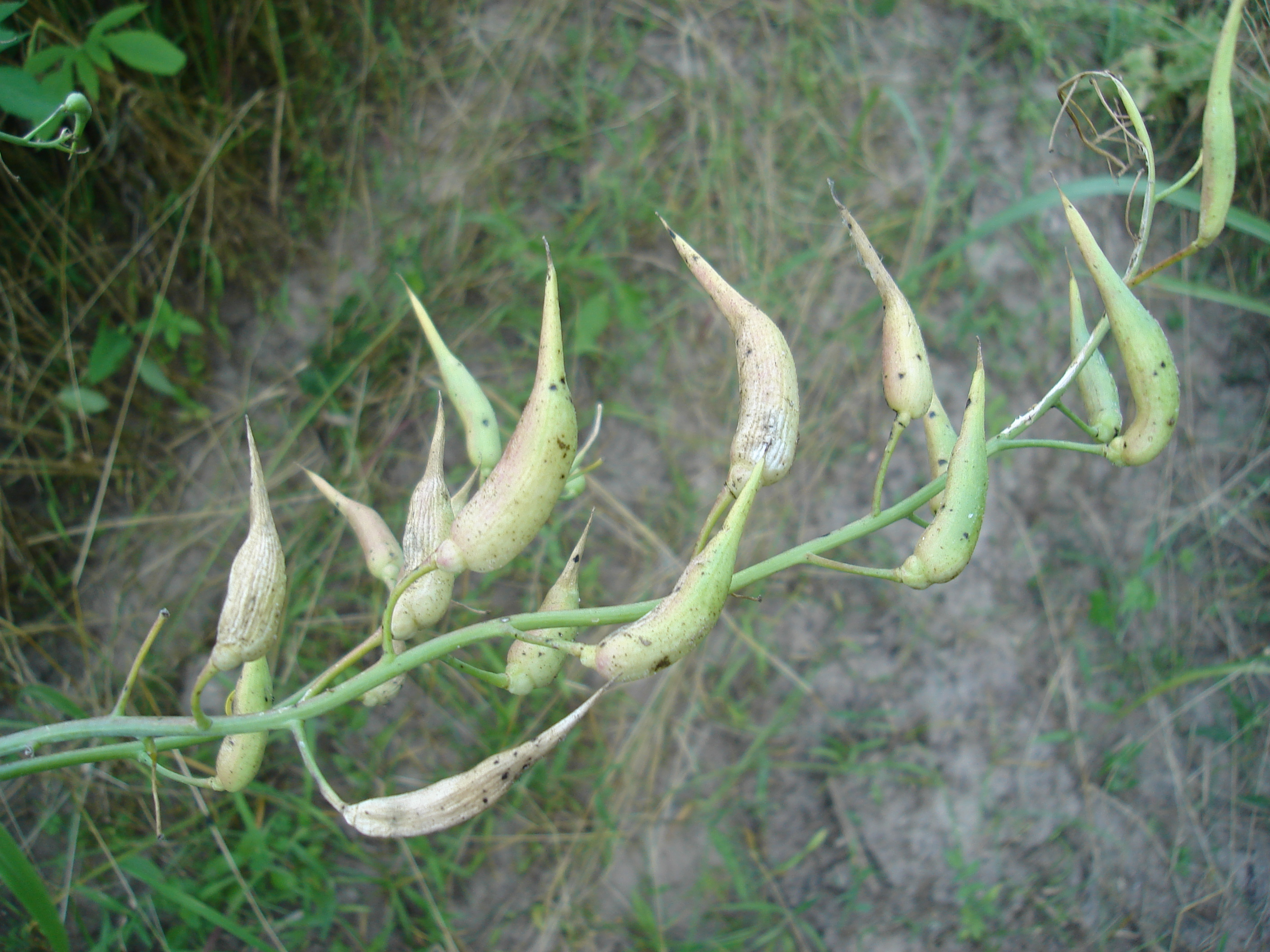
Плоди редьки, які також називають стручками

Рослини з простими або гіллястими стеблами.
У культурних та деяких дикорослих видів коріння потовщене, їстівне.
Листя ліроподібні-перистонадрізані або ліроподібно-перисторозсічені.
Чашолистки прямі, довгасті, тупі.
Пелюстки широко овальні напаки, довго нігтьові, жовті, білі або пурпурово-фіолетові.
Зав'язь на дуже короткій плодоніжці; стовпчик — неясний; приймочка — голівчата, маленька, слабо дволопатева.
Плоди — циліндричні стручки, що закінчуються довгим носиком і розламуються поперек на членики. Якщо стручок з двох члеників, то нижній членик більшою частиною порожній або зародковий, рідше з 1-2 насінинами, а верхній — з кількома насінинами.
Насіння — яйцеподібно-кулясте, корінець зародка лежить в жолобку між сім'ядолями.
Редька має різноманітне забарвлення коренеплодів — біле, червоне, рожеве, фіолетове, чорне з різними відтінками; форма коренеплодів буває куляста, конусоподібна, циліндрична. Коренеплоди мають гірко-гострий смак і специфічний запах завдяки наявності глікозидів і ефірної олії.
Ранньостиглі сорти редьки мають слабко-гострий смак, швидко достигають (за 40-65 діб), пізньостиглі — гострий смак (достигають за 80-110 діб), добре зберігаються.

## Вирощування на території України
В Україні вирощують сорти редьки: ранньостиглі — Одеська 5, Сударушка, пізньостиглі — Сквирська біла, Сквирська чорна, Гайворонська, Лебідка, Трояндова.

## Хімічний склад
Коренеплоди редьки багаті на мінеральні речовини. Вони містять солі калію, кальцію, заліза, магнію, фосфору, йод, бром, а також інші біологічно активні сполуки: лізоцим, аскорбінову кислоту, тіамін, рибофлавін, леткі олії та глікозиди, які мають фітонцидні властивості і обумовлюють своєрідний смак редьки. Виявлено також у редьці екстрактивні речовини, сірку, ретинол.
Дика редька містить в насінні до 35 % олії(с.57).

## Використання
В їжу використовують коріння (містять жири, вуглеводи, білкові речовини, вітаміни C, P); споживають сирою.

### Використання в медицині
Редька посівна виявляє жовчогінну та дезинфікуючу дію. Наявні у ній акстрактивні речовини підвищують апетит і стимулюють виділення шлункового соку та жовчі. Рослина має добре виражені фітонцидні властивості. Сік редьки посівної бактерицидно діє на патогенні гриби, віруси та бактерії. Редька значно поліпшує обмін речовин, запобігає атеросклерозові.
Редьку посівну здавна застосовують у народній медицині при подагрі, нирковокам'яній хворобі, як сечогінний засіб. Потерту з медом редьку вживають при коклюші, бронхіті та катарі верхніх дихальних шляхів.
Як відхаркувальний і сечогінний засіб вживають свіжий сік редьки по 1 столовій ложці 2-3 рази на добу за 30 хв до їди.

#### Протипоказання
При виразковій хворобі шлунка і дванадцятипалої кишки, а також при підвищеній кислотності шлункового соку редьку вживати протипоказано.

### В промисловості
В Китаї спалюють олію дикої і культурної редьки для отримання сажі, з якої роблять відому китайську туш(с.57).
Олійну редьку вирощують на насіння для видобутку біодизелю.